# Dorosoma petenense
Espèce
Dorosoma petenense est un petit poisson pélagique commun dans les rivières, les ruisseaux et les réservoirs du Sud-Est des États-Unis. Les ailerons ont souvent une couleur jaunâtre, en particulier la nageoire caudale. La couleur du dos va du gris au bleu avec une tache noire sur l'épaule. 
D. petenense est le plus souvent rencontré dans des eaux mouvantes, et rarement en profondeur dans la colonne d'eau. Parfois il peut être vu à la surface à l'aube et au crépuscule. Les individus peuvent atteindre une longueur de 8 pouces, mais ceci reste rare. Ce poisson est très sensible aux changements de température et d'oxygène dissous. C'est une proie appréciée de nombreux poissons, dont le bar rayé, l'achigan à grande bouche, l'achigan à petite bouche et les poissons-chats. Ce poisson est largement introduit tout au long de la côte des États-unis, en tant que fourrage pour poissons.

## Répartition géographique
Dorosoma petenense est originaire de l'ouest des Etats-Unis, de l'est des Appalaches. Cette espèce a tendance à mieux vivre dans les grands lacs et les rivières. La construction de barrages a créé plus de réservoirs, fournissant plus de plans d'eau comme habitat pour l'alose. Cela a élargi leur habitat, comme la hausse des températures dans les lacs du nord.

## Écologie
L'adulte peut atteindre jusqu'à 8 pouces de longueur, mais la plupart sont d'environ un pouce de long. Il se nourrit de plancton près de la surface de l'eau en fin de journée. C'est une très importante source de nourriture pour de nombreux poissons tels que l'achigan à grande bouche. Il y a peu de concurrence connue pour cette espèce ; une espèce est connue pour avoir un mode de vie similaire, Dorosoma cepedianum. D. petenense mène une vie pélagique dans les réservoirs et pour la plupart des grands cours d'eau.

## Biologie
L'espèce fraie au printemps, lorsque la température de l'eau supérieure à 60 F. La fraie se produit généralement tôt le matin sur de la végétation. Les femelles pondent de 2 000 à 24 000 œufs. Les jeunes et les adultes se nourrissent d'une variété d'organismes planctoniques et de débris organiques. De nombreux chercheurs croient que l'espèce est souvent en concurrence pour le plancton avec les jeunes de l'année d'espèces de prédateurs, en particulier de l'achigan à grande bouche. L'espérance de vie dépasse rarement 2 à 3 ans.

## Gestion courante
De nombreuses populations ont été introduites par les humains plus au nord, entraînant une mortalité massive en hiver, quand la température de l'eau descend en dessous de 42 °F. Cette mortalité affecte à la fois les humains et la faune. Une marée de poissons morts flottent à terre, créant une forte odeur désagréable pour l'homme. Cela crée aussi chez quelques espèces d'oiseaux une habitude alimentaire artificielle. L'espèce ne devrait pas être transplantés dans les masses d'eau qui tombent en dessous de 42 °F,. Cette espèce n'est pas menacée et a des populations relativement en bon état.